# 愛知県立安城東高等学校
愛知県立安城東高等学校（あいちけんりつあんじょうひがしこうとうがっこう）は、愛知県安城市北山崎町にある公立高等学校。

## 概要
1976年（昭和51年）に創立。全日制で普通科設置。2年次より文系と理系のコースに分かれて学ぶ｡ 2018年（平成30年）からは専門コースとして、国際理解コースが新たに設けられた。
地元での略称は「安東（あんとう）」、安城市内では「東高（ひがしこう）」と呼ばれることもある。
制服は創立以来、男子が黒の詰め襟学生服、女子は青いネクタイのブレザー。2017年（平成29年）度に夏服（男子半袖シャツ・女子半袖ブラウス）のデザインが変更し、女子は七分袖ブラウスが追加された。

## 教育
ゼミと呼ばれる課外授業を行い、生徒の学力を向上させるために積極的である。芸術の選択科目が音楽か書道しか選択できず、美術を学ぶことが出来ない（部活動としての美術部はあり）ため、改善が求められている。進学や就職についての講演会や、大学の講師を呼んで様々な分野の授業を選択して受ける「大学出前授業」など、様々な取り組みを行なっている。
2006年（平成18年）に必修科目とされている地理歴史科など一部科目の単位不足や未履修（いわゆる未履修問題）が明らかになった。学校側は謝罪し、放課後や冬休みに補習が行われた。
2012年（平成24年）度より、早朝課外学習を減らす代わりに、授業を1時間増やすことを決めた。
国際理解コースは夏休みの間に生徒がシンガポールを訪問し、文化や英語の研修を行っている。

## 学校行事
東高祭
毎年6月、文化祭と体育祭を合わせて開かれる。各学年のクラス同士で「団」を結成。文化祭の合唱コンクールと展示、体育祭の陸上競技、応援合戦やマスコット製作の合計点数で、総合優勝の団を決定する。
球技大会
毎年3月上旬（卒業式がある週であることがほとんど）に行われる。各クラスがソフトボール、卓球、バレーボール、ドッジボールで対抗する。2008年（平成20年）度までは毎年5月に行われた。
修学旅行
毎年秋、2年生が長崎県に行っている。2008年（平成20年）度まで客船によるクルージングが行程に含まれていた。1978年(昭和53年)の1回生の修学旅行から5回生までの5年間は山口県岩国市の大山の麓で酪農体験として牧草運び体験を行う。その後、1982年（昭和57年） - 1991年（平成3年）、石川県輪島市の白米千枚田に草刈りの奉仕をするユニークな修学旅行を行なっていた。同時に、体育館横に畑を設け、「勤労体験学習」としてサツマイモを栽培、収穫するなどをしていた。2013年（平成25年）、元教諭や元保護者により「わじま・あんじょう友の会」が結成され、草刈りの体験旅行など交流活動を行なっている。

## 国際交流
オーストラリアに3校の姉妹校を持ち、生徒間の国際交流活動に力を入れている。AFSで海外からの留学生も毎年積極的に受け入れている。

## 部活動
男子ソフトテニス部、弓道部、陸上部、水泳部と、個人資格でスキーがインターハイに出場しており、1996年（平成8年）のインターハイでは陸上競技で優勝生徒が出た。
吹奏楽部は全国高等学校総合文化祭に出場した実績があり、毎年4月に定期演奏会を行っている。
また1987年（昭和62年）には、第7回全国高等学校クイズ選手権に愛知県代表として、全国大会に出場した。

## 著名な卒業生
- 石川由香里 - 東海地方で主に活動するフリーアナウンサー
- 山口敦史 - 舞台演出家